# Albert Van Damme
Albert (Berten) Van Damme (* 1. prosince 1940 Laarne) je bývalý belgický mistr světa v cyklokrosu.
Profesionálem byl v letech 1962–1978. Jeho bratr Daniël Van Damme byl také cyklokrosař.
Úspěchy:
- MS: 1× zlato, 2× stříbro
- Mistrovství Belgie: 6× zlato, 6× stříbro, 1× bronz
- další medaile ze závodů ve Španělsku, Německu, Francii, Švýcarsku a Belgii